# Domenico Zampolini
Domenico Zampolini, (nacido el 25 de julio de 1957 en Spoleto, Italia) es un exjugador de baloncesto italiano que jugó como alero, principalmente en Victoria Libertas Pesaro.

## Trayectoria
- 1975-1979  AMG Seb. Rieti
- 1979-1981 Basket Rimini
- 1981-1993 Victoria Libertas Pesaro
- 1993-1994 Fabriano Basket

## Palmarés
- Recopa: 1

Victoria Libertas Pesaro: 1982-83.
- LEGA: 2

Victoria Libertas Pesaro: 1988, 1990
- Copa de Italia: 2

Victoria Libertas Pesaro: 1984-85, 1991-92.